# Gewog di Doga
Il gewog di Doga è uno dei dieci raggruppamenti di villaggi del distretto di Paro, nella regione Occidentale, in Bhutan.